# 덕은로
덕은로(Deogeun-ro)는 충청북도 충주시 소태면 월촌삼거리와 강원특별자치도 원주시 부론면를 잇는 충청북도의 도로이다.

## 주요 경유지
충청북도
- 충주시 (소태면)

강원특별자치도
- 원주시 부론면

## 노선
| 이름       | 접속 노선 | 소재지 | 소재지                    | 비고 |
| ---------- | --------- | ------ | ------------------------- | ---- |
| 월촌삼거리 | 구룡로    | 충주시 | 소태면                    |      |
| 하정교     |           | 충주시 | 소태면                    |      |
| 복탄삼거리 | 소태로    | 충주시 | 소태면                    |      |
| 인다교     |           | 충주시 | 소태면                    |      |
| 덕은교     |           | 충주시 | 소태면                    |      |
|            | 원주시    | 부론면 |                           |      |
| (이름없음) | 원주시    | 부론면 | 지방도 제531호선 (부귀로) |      |